# Robert Grzywna

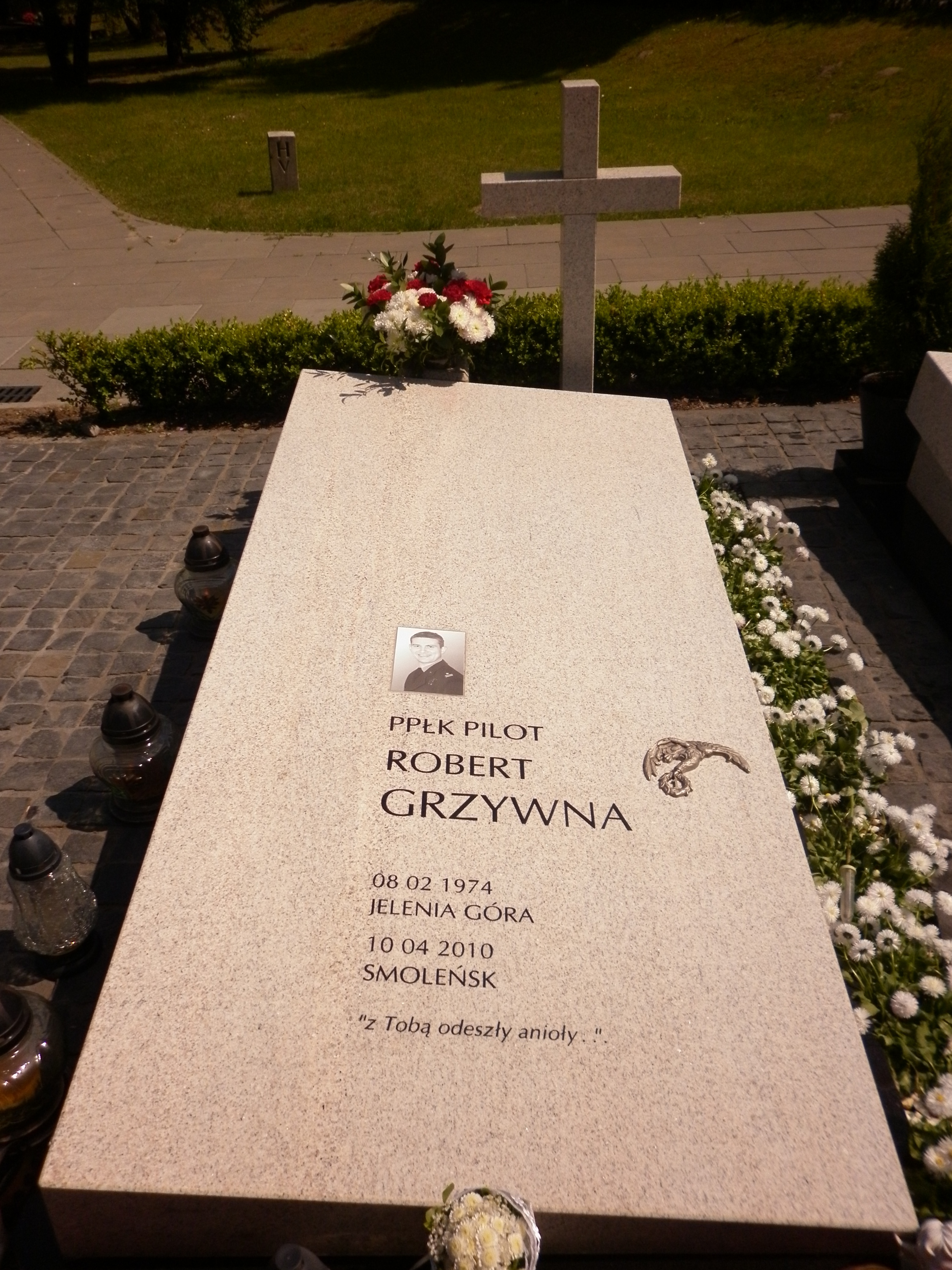
Grób Roberta Grzywny na Cmentarzu Wojskowym na Powązkach

Robert Marek Grzywna (ur. 8 lutego 1974 w Jeleniej Górze, zm. 10 kwietnia 2010 w Smoleńsku) – polski lotnik, major pilot Wojska Polskiego, pośmiertnie awansowany do stopnia podpułkownika. Był drugim pilotem podczas lotu PLF 101, który uległ katastrofie w Smoleńsku.

## Życiorys
Urodził się 8 lutego 1974 w Jeleniej Górze; do ukończenia szkoły podstawowej mieszkał w Chocianowie.
W 1993 ukończył Liceum Lotnicze w Dęblinie. Ukończył Wyższą Szkołę Oficerską Sił Powietrznych w Dęblinie. 28 czerwca 1997 został promowany na pierwszy stopień oficerski podporucznika. Od tego samego roku pełnił służbę w 36 Specjalnym Pułku Lotnictwa Transportowego, od 2009 jako dowódca załogi. W 2003 ukończył studia magisterskie w Akademii Obrony Narodowej w Warszawie.
Posiadał pierwszą klasę pilota wojskowego, a także uprawnienia do wykonywania lotów w dzień i w nocy przy warunkach IMC w charakterze drugiego pilota oraz uprawnienia do wykonywania lotów w dzień i w nocy w warunkach IMC w charakterze dowódcy załogi na samolocie Jak-40. W 2009 przeszedł specjalistyczne szkolenie w procedurach precyzyjnego i nieprecyzyjnego podejścia na embraerach 175 organizowane przez Swiss AviationTraining Ltd. z Zurychu. Treningi związane były z niezrealizowanym ostatecznie projektem zakupu samolotów do przewozu VIP-ów. W 2008 przeszedł szkolenie na stanowisku nawigatora, natomiast w latach 2008–2009 na stanowisku drugiego pilota. Jego ogólny nalot wynosił 1939 godzin, na Tu-154M 506 godzin, w tym 160 godzin na stanowisku drugiego pilota. Na stanowisku nawigatora spędził 346 godzin.
12 sierpnia 2008 był nawigatorem lotu z prezydentem Lechem Kaczyńskim udającym się do Gruzji, w trakcie którego piloci odmówili zmiany miejsca lądowania z Gandży, w Azerbejdżanie, na Tbilisi.
Na początku 2010 brał udział w akcji pomocy humanitarnej dla ofiar trzęsienia ziemi na Haiti, za co 4 lutego 2010 wraz z pozostałymi członkami personelu 36 SPLT został wyróżniony przez dowódcę Sił Powietrznych RP gen. broni pil. Andrzeja Błasika.
Zginął w katastrofie polskiego samolotu Tu-154M w Smoleńsku 10 kwietnia 2010 w drodze na obchody 70. rocznicy zbrodni katyńskiej. W trakcie lotu pełnił funkcję drugiego pilota w załodze samolotu.
25 kwietnia 2010 został pochowany z honorami wojskowymi w Kwaterze Smoleńskiej na Cmentarzu Wojskowym na Powązkach, wraz z trzema innymi członkami załogi samolotu: ppor. Andrzejem Michalakiem oraz stewardesami Barbarą Maciejczyk i Natalią Januszko. Jego nagrobek na Cmentarzu Wojskowym na Powązkach, wraz z nagrobkami 27 innych pochowanych tam osób, stał się integralną częścią pomnika ku czci ofiar katastrofy w Smoleńsku, odsłoniętego 10 listopada 2010.
Pośmiertnie, decyzją ministra obrony narodowej Bogdana Klicha z 13 kwietnia 2010, został awansowany do stopnia podpułkownika.
Miał żonę Agnieszkę i córkę Martynę.

## Odznaczenia
- Krzyż Kawalerski Orderu Odrodzenia Polski – 2010, pośmiertnie[17]
- Brązowy Medal „Za Zasługi dla Obronności Kraju” – 2003[1]
- Tytuł honorowego obywatela Dolnego Śląska Civi Honorario – 2010, pośmiertnie[18]